# Annuar Jorge
Annuar Jorge (Perico, 23 de junio de 1931-San Salvador de Jujuy, 21 de julio de 2018) fue un empresario periodístico y político argentino que se desempeñó como senador nacional por la provincia de Jujuy entre 1988 y 1989. También fue tres veces candidato a gobernador de Jujuy.

## Biografía
Nació en Perico (Jujuy) en 1931, en el seno de una familia de inmigrantes sirios dedicada al comercio de carnes.
En 1959 adquirió el diario Pregón, fundado tres años antes, desempeñándose desde entonces como su director. Como empresario de un medio gráfico, fue vicepresidente de la Asociación de Entidades Periodísticas Argentinas (ADEPA) y asistió a congresos de la Sociedad Interamericana de Prensa, asociaciones a las cuales se incorporó en 1963. En su rol empresarial, también construyó un hotel, viviendas y un centro comercial en San Salvador de Jujuy que lleva su nombre.
En política, militó desde su juventud en la Unión Cívica Radical (UCR). En 1958, fue designado interventor del municipio de su localidad natal, Perico, y poco tiempo después fue elegido en el cargo. Al año siguiente, fue elegido a la Legislatura de la Provincia de Jujuy en la lista de la Unión Cívica Radical Intransigente (UCRI). En 1964, se sumó al Movimiento Popular Jujeño de Horacio Guzmán.
En 1986, fundó el Movimiento de Unidad Radical como una línea interna en la UCR jujeña, con radicales disconformes con la conducción partidaria. Al año siguiente, fundó el Movimiento de Unidad Renovadora (MUR) como un partido independiente, ganando incluso apoyo de algunos justicialistas. Por el MUR, fue candidato a gobernador de Jujuy en las elecciones provinciales de 1987, de 1991 (encabezando un sublema dentro del lema del Frente Justicialista Producción y Estabilidad) y de 1995 (nuevamente integrando un sublema dentro del Frente Justicialista Popular).
En 1988, fue elegido al Senado de la Nación, para completar el mandato del fallecido José Humberto Martiarena (elegido en 1983) hasta diciembre de 1989. Fue vicepresidente de la comisión de Economía, secretario de la comisión de Minería y vocal en la comisión de Recursos Hídricos.
Falleció en julio de 2018, a los 87 años.